# Splatoon 3
Splatoon 3 is een third-person schietspel dat is ontwikkeld door Nintendo EPD en uitgegeven door Nintendo voor de Switch. Het computerspel is wereldwijd uitgekomen op 9 september 2022.
Net als zijn voorgangers in de Splatoon-serie, bestaat het spel uit competitieve online multiplayer-wedstrijden naast een verhaalgestuurde singleplayer-modus. Het werd aangekondigd via Nintendo Direct op 17 februari 2021, en meer details werden gedeeld op 24 september 2021, met details over de co-op-modus gedeeld op 9 februari 2022.

## Spel
In Splatsville zijn nieuwe wapens, levels en kleding te vinden waar de speler zich mee kan verdedigen tegen hordes Salmonieten en kwaadaardige Octarianen. In Grondoorlogen moet de speler zoveel mogelijk grond zien te bedekken met inkt om te winnen. In het spel zijn nieuwe, maar ook alle wapens uit de vorige spellen aanwezig.
Naast standaardgevechten in Grondoorlog kan de speler ook een hogere rang proberen te krijgen door te strijden in teamverband in vier vechtstijlen van chaosgevechten.
Met amiibo uit de Splatoon-serie is het mogelijk om extra kleding of uitrustingen te krijgen.

### Verhaalmodus
In "Terugkeer van de Mammalianen" kruipt de speler in de huid van Agent 3 om de strijd aan te gaan tegen het leger van de kwaadaardige Octarianen. In de plaats Alterna ligt namelijk een mysterieuze stof die haargroei bij de Octarianen veroorzaakt.
De verhaalstand kan worden gespeeld door de putdeksel in Splatsville op te zoeken waar Kraak zit verscholen.

## Spelmodi
- Grondoorlog, probeer het level met zoveel mogelijk inkt te bedekken om te winnen
- Spetterzone, probeer de zones te verven en onder controle te houden
- Torentwist, probeer de vijandelijke toren in bezit te krijgen
- Bazookarper, pak de Bazookarper en draag hem naar de vijandelijke basis
- Schelpenstrijd, verzamel alle schelpen en gooi ze in het doel
- Salmon Run (coöpstand), neem het op tegen meerdere golven van inkomende Salmonieten en werk in teamverband om de nieuwe eindbazen te verslaan, zoals de enorme Salmonsters
- Slijkslag, verzamel de beste kaarten en neem het op tegen de lokale inwoners van Splatsville of tegen vrienden

## Gameplay
Splatoon 3 heeft een vergelijkbare gameplay als de vorige delen in de serie, die allebei third-person schietspellen zijn. Terugkerend uit het vorige spel is de mogelijkheid voor spelers om te kiezen tussen "Inklings" en "Octolings" als hun personage. Zij dragen wapens die gekleurde inkt schieten. Elk wapentype heeft verschillende vaardigheden. "Rollers" en "morsers" zijn wapens die een groot gebied met inkt kunnen bedekken, waarbij "spetters" of "dubbelknallers" geschikt zijn om tegenstanders van dichtbij te beschieten. "Chargers" zijn sluipschuttersgeweerachtige wapens zijn met een groot bereik om tegenstanders te beschieten, maar minder effectief zijn bij het beschilderen van de grond. Splatoon 3 breidt dit uit door nieuwe hoofd- en speciale wapens aan het spel toe te voegen. Inklings hebben ook de mogelijkheid om te veranderen in inktviswezens, in het spel de "Squid Form" genoemd, die gebruikt kan worden om met inkt bedekte muren te beklimmen of sneller door inkt te zwemmen dan de humanoïde vormen kunnen lopen. Wapens hebben een eindige hoeveelheid inktmunitie, die sneller kan worden aangevuld door te zwemmen in inktvisvorm, dan in de mensachtige vorm.
Door Nintendo is bevestigd dat het speltype "Regular Battle", ook wel "Grondoorlog" (Turf War) genoemd, terugkeert als een speelbaar online speltype voor meerdere spelers. In "Regular Battles" strijden twee teams van vier spelers om het grootste deel van het gebied op de kaart te bedekken met hun respectievelijke kleur inkt. Elk team kan een gebied van de tegenstander bedekken met hun kleur, en de inkt van de tegenstander vertraagt de beweging, deelt geleidelijk schade uit en voorkomt het gebruik van de inktvisvorm van de speler. Elke speler is uitgerust met een wapenset, die voor elke strijd wordt gekozen, en elke set wordt geleverd met extra secundaire en speciale wapens in aanvulling op het hoofdwapen. Met de secundaire wapens kun je het andere team op een andere manier aanvallen en de grond inbeuken; bijvoorbeeld "Splat Bombs" die een seconde na contact met een oppervlak ontploffen en "Burst Bombs" die bij de inslag ontploffen. Als een speler genoeg inkt op de grond heeft, kan hij een speciaal wapen gebruiken, dat vooral wordt gebruikt om het andere team aan te vallen. Wapens en andere aanvalsvormen kunnen schade toebrengen aan spelers van de tegenpartij; wanneer er genoeg schade is toegebracht, zullen ze hun tegenstander "splatten", waardoor deze gedwongen wordt opnieuw te beginnen vanaf zijn startlocatie. Strijden duren drie minuten en het team dat aan het einde van de strijd een hoger percentage van het veld bestrijkt, wordt tot winnaar uitgeroepen.
Ook is bevestigd dat het speltype "Salmon Run" (coöpstand) terugkeert uit Splatoon 2. Dit speltype krijgt de naam "Salmon Run: Next Wave".
Het belangrijkste gebied van Splatoon 3 zal "Splatsville" heten, bijgenaamd "the city of chaos", die zich buiten de gebruikelijke locatie van "Inkopolis" zal bevinden in een plaats genaamd de "Splatlands". Net als de vorige spellen in de serie, zal dit spel een verhaalgestuurde singleplayer-modus hebben. Er werd onthuld dat het verhaal voor Splatoon 3 de titel "Terugkeer van de Mammalianen" (Return of the Mammalians) zal dragen en dat één van de locaties Alterna zal heten. De singleplayer-modus zal zich richten op het opnieuw verschijnen van zoogdieren.

## Ontwikkeling
Splatoon 3 werd voor het eerst aangekondigd met een teaser trailer in een Nintendo Direct op 17 februari 2021. De teaser trailer onthulde gameplay vergelijkbaar met Splatoon 2, en onthulde nieuwe items, wapens en vaardigheden, waaronder een "Ink Bow" en een nieuw apocalyptisch ontwerp.
Een trailer voor Splatoon 3's co-op modus "Salmon Run" werd in première gebracht tijdens een Nintendo Direct op 9 februari 2022. Op 22 april 2022 uploadde Nintendo een video naar YouTube waarin gameplay van de spelmodus Grondoorlog werd getoond, alsmede een exacte releasedatum werd gegeven.

## Ontvangst
| Recensiescore       | Recensiescore |
| Recensieverzamelaar | Score         |
| ------------------- | ------------- |
| Metacritic          | 84%           |
| Publicist           | Score         |
| Destructoid         | 9             |
| Game Informer       | 8,5           |
| IGN                 | 9             |
| Nintendo Life       | 9             |

Splatoon 3 ontving positieve recensies. Men prees de verbeterde gameplay en de vele toegevoegde elementen die door fans werd gevraagd, zoals het overslaan van het nieuws aan het begin van het spel. Ook werd de verhaalmodus positief beoordeeld. Enige kritiek was er op de minimale verbetering ten opzichte van Splatoon 2.
Op Metacritic, een recensieverzamelaar, heeft het spel een score van 84%.
Nintendo maakte bekend dat binnen de eerste drie dagen na uitgave het spel een kleine 3,5 miljoen keer was verkocht.